# Bandera de Noruega
La bandera de Noruega, adoptada el 1821, està formada per un camp vermell sobre el que s'hi troben dues creus nòrdiques, blanca la de sota i dins d'aquesta una de blava. La particularitat de desplaçar del centre de la creu està destinada a corregir l'efecte òptic que faria d'aquest braç més curt que els altres quan la bandera fos agitada pel vent.

## Construcció i dimensions
La proporció de la bandera nacional és 16:22 (amplada:llargada), mentre que la d'estat i de guerra és 16:27.

### Colors
| Model de color | Blau        | Vermell     | Blanc         |
| -------------- | ----------- | ----------- | ------------- |
| Pantone        | 281C        | 200C        | Blanc         |
| RAL            | 5026        | 3020        | 9016          |
| CMYK           | 100-65-0-64 | 0-94-75-27  | 0-0-0-0       |
| RGB            | 0, 32, 91   | 186, 12, 47 | 255, 255, 255 |
| HTML           | #00205B     | #BA0C2F     | #FFFFFF       |

## Simbolisme
Frederik Meltzer va triar de fer figurar a la bandera una creu del cristianisme, per tal de seguir la tradició dels països nòrdics. El vermell i el blanc van ser escollits per representar la democràcia, com a altres banderes d'estats democràtics i lliures, tals com França, el Regne Unit, Estats Units o els Països Baixos
La forma de la bandera té unions amb la bandera de Dinamarca, que fou la de Noruega fins al 1814. La creu blava pot ser considerada com una referència al blau de la bandera sueca.

## Anècdota
Durant l'obertura dels Jocs olímpics d'hivern de Lillehammer el 12 de febrer de 1994, Noruega va donar al món un espectacle televisat que va posar en escena la bandera nacional, "caiguda del cel el 1219" com diu la història de "Dannebrog". Quatre paracaigudistes van descendir del cel mentre sostenien els quatre costats de la bandera, primer blanca com la neu, però que es va anar acolorint, primer vermell i després va aparèixer la creu, com a la batalla de Revel. Finalment la bandera noruega es va distingir de la danesa per una segona creu que tenyia el blau a l'interior de la primera.

## Banderes històriques

La bandera del regne de Noruega i el pavelló de la marina mercant de 1844 a 1899, amb l'emblema de la unió entre Suècia i Noruega.

Del segle xvi fins al 1814, Noruega va usar la mateixa bandera que Dinamarca, ja que els dos regnes estaven unificats. El 1814, el país va assolir la independència i va adoptar la bandera danesa, però amb el lleó noruec en el racó superior del fust. Aquesta bandera es va usar fins al 1821, per bé que el regne de Noruega estava unit amb Suècia sota la figura del rei. El 1815, en conseqüència, es va crear una nova bandera amb els dos estats unificats. Aquesta reprenia la bandera de Suècia, excepte una creu blanca sobre fons vermell que hi havia al racó superior.
Paral·lelament, una bandera diferent de Noruega fou proposada per Frederik Meltzer, membre del parlament noruec (Storting), i oficialitzada el 1821.
El 1844 es va introduir un emblema comú a les banderes dels dos regnes units, per significar la igualtat a la unió.
Per raó de la impopularitat creixent de la unió amb Suècia, l'Storting va abolir el 1899 l'ús de l'emblema comú en les banderes nacionals i mercants. Després de la independència completa de Noruega el 1905 va tenir un ús en les banderes de guerra. Ara bé, el nou país va escollir la bandera de Fredrik Meltzer com a bandera nacional.

Bandera de l'Imperi Noruec (872-1397)
Bandera de Dinamarca-Noruega (1536-1814).
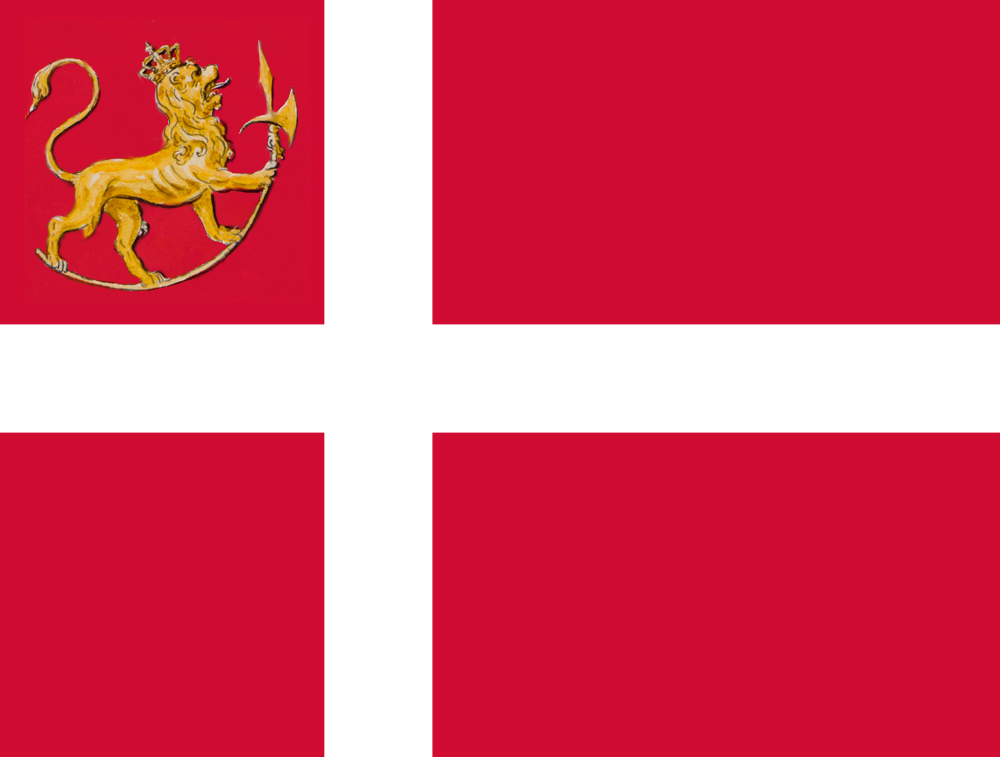
Bandera de Noruega (1814) i de Noruega dins l'Unió de Suècia i Noruega 1814-1821.
Bandera de Noruega dins l'Unió de Suècia i Noruega (1821-1844).
Bandera de Noruega dins l'Unió de Suècia i Noruega (1844-1898).
Bandera de Noruega dins l'Unió de Suècia i Noruega (1898-1905) i del Regne de Noruega (1905-actualitat) .